# Saison 2018 des Twins du Minnesota
La saison 2018 des Twins du Minnesota est la 118e saison en Ligue majeure de baseball pour cette franchise et la 58e depuis le transfert des Senators de Washington vers l'État du Minnesota.

## Saison régulière

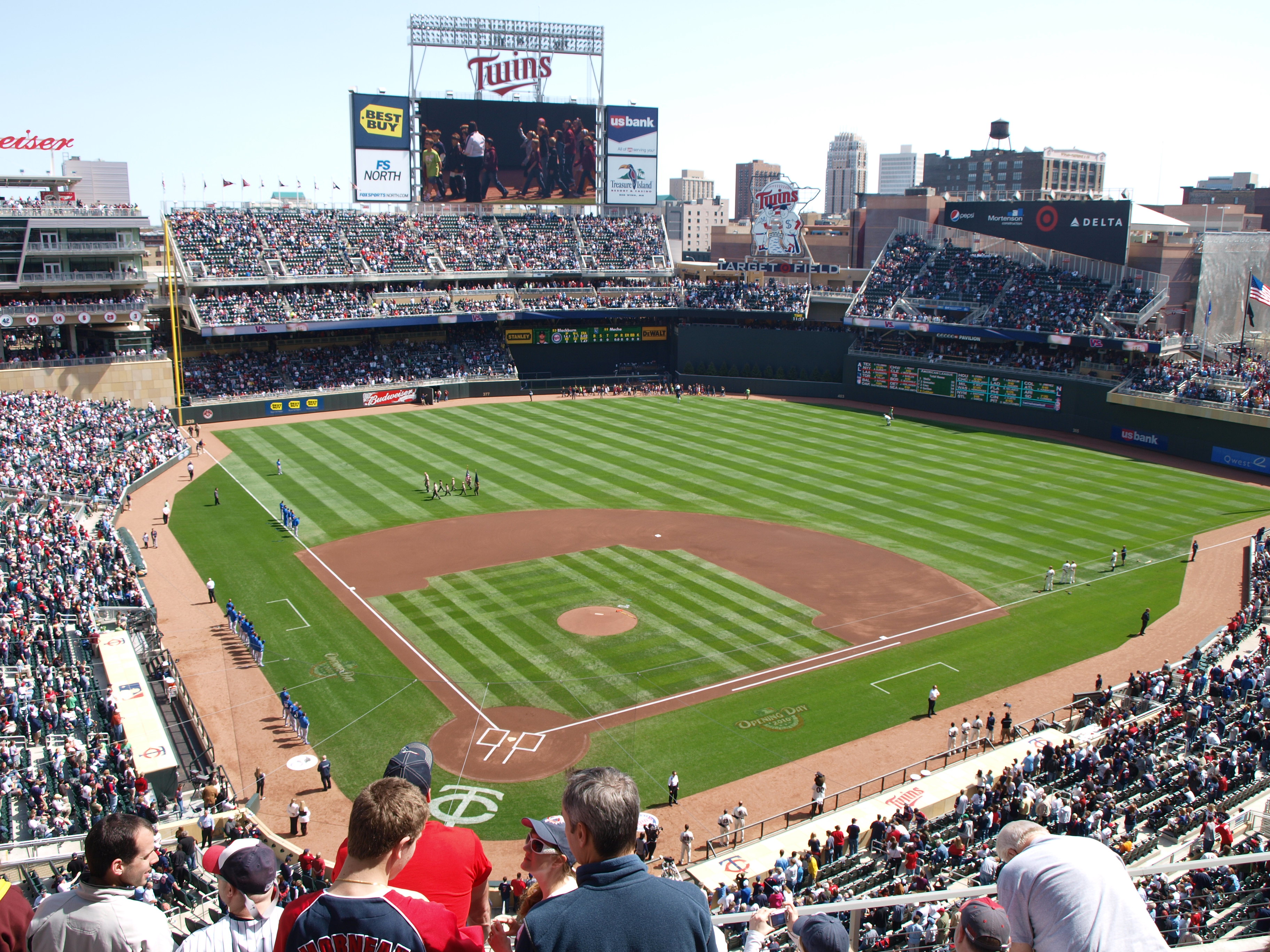
Target Field

La saison régulière de 162 matchs des Twins débute le 29 mars par une visite aux Orioles de Baltimore et se termine le 30 septembre suivant. Le match local d'ouverture au Target Field de Minneapolis est programmé pour le 5 avril face aux Mariners de Seattle.

### Classement
| Ligue américaine division Centrale | V  | D   | %    | Diff. | Diff. (élim.) |
| ---------------------------------- | -- | --- | ---- | ----- | ------------- |
| Indians de Cleveland               | 91 | 71  | ,562 | -     | -             |
| Twins du Minnesota                 | 78 | 84  | ,481 | 13    | -             |
| Tigers de Détroit                  | 64 | 98  | ,395 | 27    | -             |
| White Sox de Chicago               | 62 | 100 | ,383 | 29    | -             |
| Royals de Kansas City              | 58 | 104 | ,358 | 33    | -             |